# Лучевой
Лучево́й (карел. Lučevoi) — станция (тип населённого пункта) в составе Янишпольского сельского поселения Кондопожского района Республики Карелия Российской Федерации. Находится при одноимённой железнодорожной станции Петрозаводского отделения Октябрьской железной дороги.

## Общие сведения
Станция расположена на 434 км перегона Петрозаводск—Кондопога.

## Население
| 2002 | 2009 | 2010 | 2013 |
| ---- | ---- | ---- | ---- |
| 6    | ↘4   | ↘2   | ↘1   |